# Lachlan McNeil

Zawodnik North Carolina Tar Heels

Lachlan Maurice McNeil (ur. 19 stycznia 2001) – kanadyjski zapaśnik walczący w stylu wolnym. Zajął dwudzieste miejsce na mistrzostwach świata w 2022 roku. 
Srebrny medalista igrzysk wspólnoty narodów w 2022 roku. Mistrz panamerykański juniorów w 2021 i kadetów w 2016 i 2017 roku.
Zawodnik Wyoming Seminary  i University of North Carolina. Trzy razy All-American w NCAA Division I; czwarty w 2023, piąty w 2025 i szósty w 2024 roku.